# 伊達宗克
伊達 宗克（だて むねかつ、1928年（昭和3年）8月18日 - 1988年（昭和63年）1月15日）は日本のジャーナリスト。

## 略歴
旧宇和島藩主伊達宗城の七男(八男とも)伊達宗倫を祖とする伊達男爵家の伊達宗光の長男として愛媛県に生まれる。宗光が昭和3年11月に隠居した後に男爵位を継承。旧制松山中学校、日本大学芸術科を経て同大法学部新聞学科を卒業。1954年8月、東京日日新聞社会部からNHKに移り放送記者となる。
1970年（昭和45年）11月25日に、交流のあった三島由紀夫から徳岡孝夫（当時：サンデー毎日の記者）と共に、遺書と檄文を受け取り、三島事件の目撃者となった。事件裁判を傍聴し、編著『裁判記録「三島由紀夫事件」』を刊行。1984年（昭和59年）に徳岡と瑤子夫人にインタビューを行い、月刊誌「諸君!」（1985年1月号）に掲載された。
皇室担当記者として『天皇の外交』を刊行、1980年4月に寬仁親王の婚約、1983年（昭和58年）4月には容子内親王の婚約をスクープした。
昭和天皇からも信頼されており、『素顔の天皇陛下』があり、1984年（昭和59年）に放映された「NHK特集 皇居」の中心スタッフとして取材折衝に当たった。 
1985年（昭和60年）8月、NHKを定年退職、解説委員となったが、在職中に死去した。

## 著書
- 『裁判記録 「三島由紀夫事件」』講談社、1972年
- 『天皇の外交』 現代企画室 1975年
- 『日本の勲章 逸話でつづる百年史』 りくえつ 1979年
- 『放送記者』 りくえつ 1980年
- 『素顔の天皇陛下』 山手書房 1983年